# Joseph-Émile Bourdais
Pour les articles homonymes, voir Bourdais.
Cet article possède un paronyme, voir Jules-Joseph-Guillaume Bourdet.
Joseph-Émile Bourdais, né à Angers le 13 avril 1881 et mort à Paris 4e le 29 décembre 1946, est un brocanteur qui s'est rendu célèbre par l'achat d'une tête momifiée anonyme qu'il ne cessera ensuite d'attribuer à Henri IV.

## Biographie
Joseph-Émile Bourdais a été tour à tour employé chez un notaire, garçon de librairie, brocanteur occasionnel, photographe et gardien de nuit. Il vécut à Paris, d'abord rue du Vert-Bois, puis place du Calvaire, à Montmartre, mais également à Dinard, dans les années 1920. 
Il est enterré au Cimetière parisien de Pantin (Seine-Saint-Denis), 70e division, ligne 20, tombe 27.

## Tête attribuée à Henri IV

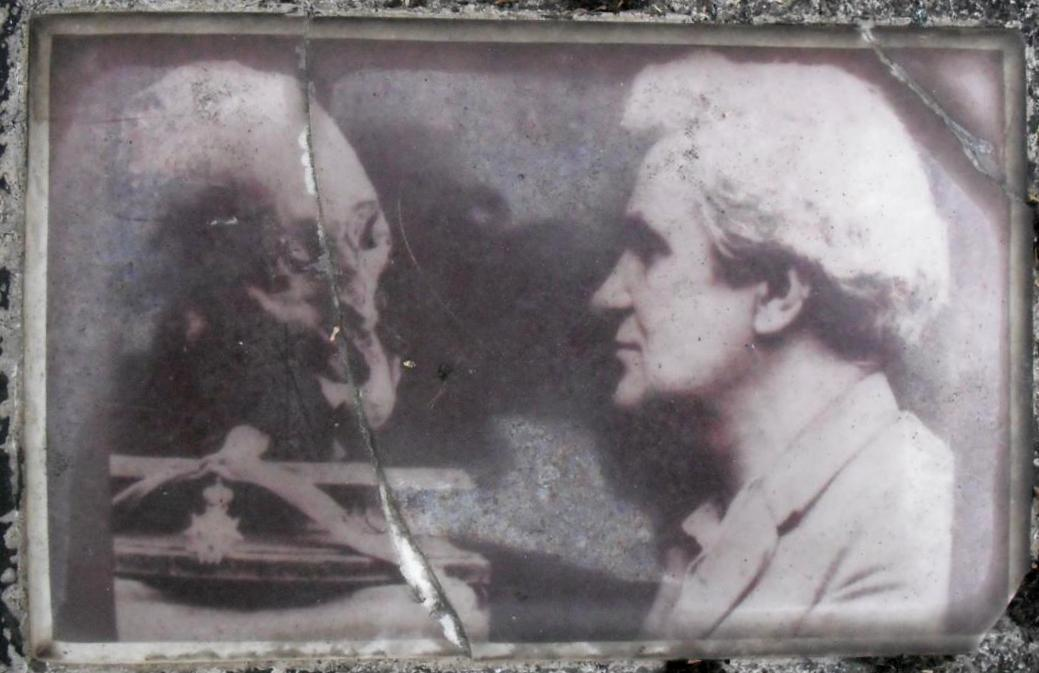
En tête-à-tête avec sa momie : photographie émaillée sur la tombe de Joseph-Émile Bourdais, au cimetière parisien de Pantin.

Cette fameuse tête est acquise par Bourdais le 31 octobre 1919 à l'Hôtel Drouot, à l'occasion de la vente aux enchères d'objets de l'atelier d'Emma Nallet-Poussin (1853-1932), sculptrice et peintre. 
Fasciné par le Vert Galant, mais autodidacte sans formation historique sérieuse, Bourdais rédigera deux brochures au style confus[réf. souhaitée] pour tenter - en vain - de démontrer l’authenticité de sa "relique" à laquelle pourtant aucun document, aucune archive ne permet d'attribuer une origine royale, sans succès. 
Bourdais a voulu léguer "sa" tête au musée du Louvre ou encore au musée Carnavalet. Sa sœur Mme Gaillard héritera de la "relique", avant de la vendre en 1955 à un certain Jacques Bellanger, retraité de la fonction publique féru d'histoire, qui accepte de la confier à deux journalistes en 2010.
Au cours de la même année, le crâne momifié est soumis à une batterie d'analyses, diligentée par le médecin légiste Philippe Charlier et une équipe d'experts internationaux. Au terme de ces analyses, la tête aurait été authentifiée comme celle de Henri IV. Mais cette hypothèse est immédiatement contestée par des historiens et des scientifiques, et fait toujours l'objet d'une ardente polémique.